# Robert Baerwald
Robert Baerwald (* 2. Dezember 1858 in Salwin bei Bromberg; † 11. November 1896 in Wilmersdorf bei Berlin) war ein deutscher Bildhauer.

## Leben

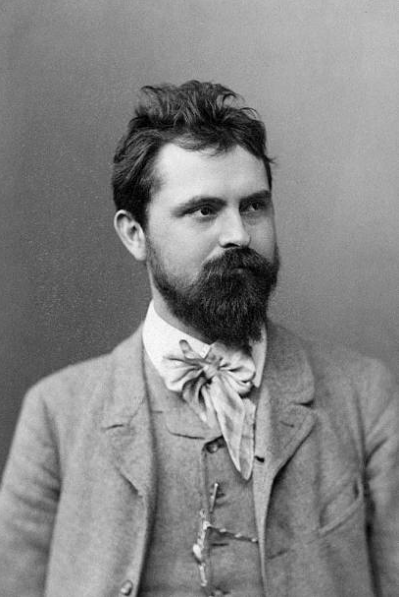
Robert Baerwald um 1890, Foto von Wilhelm Fechner

Bereits 1877 stellte Baerwald auf der Akademieausstellung Berlin eine Kinderbüste aus, begann aber erst 1880 sein Studium an der Kunstakademie Berlin bei Reinhold Begas. Nach Abschluss der Studien ging er 1884 auf Studienreise, u. a. nach Paris, Antwerpen, Brüssel und durch Italien. Anschließend lebte er freischaffend in Berlin. Schon sein erster Großauftrag 1886/1888 für das Kaiser-Wilhelm-Denkmal in Posen ließ ihn zu einem bekannten Denkmalschöpfer werden. Das Standbild Kaiser Wilhelms I. kam mit geringen Variationen gleich in einer Reihe von Städten zur Ausführung – mal mit, mal ohne Begleitfiguren. Baerwald gehörte 1893 zu den deutschen Künstlern, die auf der Weltausstellung in Chicago eine Auszeichnung erhielten. Sein früher Tod auf dem Höhepunkt seiner Schaffenskraft beendete überraschend eine erfolgreiche Karriere.
Robert Baerwald war ein Schwager des Bildhauers Reinhold Felderhoff. Gelegentlich werden Baerwalds Werke mit denen seines Kollegen und Zeitgenossen Hugo Berwald verwechselt.

## Leistungen
Baerwalds Hauptwerke sind mehrere Kaiser-Wilhelm-I.-Denkmäler, die nach dessen Tod 1888 zahlreich entstanden. Dabei konnte er sich nicht vom künstlerischen Einfluss seines Lehrers Begas lösen. Die seit 1918 fast durchweg abwertende und vernichtende Kritik über die Kunstpolitik des Kaiserreichs führt bis heute dazu, dass künstlerische Leistungen wie die Baerwalds nicht gewürdigt werden.

## Werke

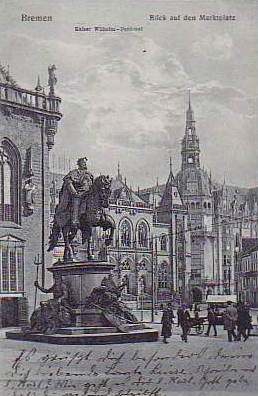
Reiterstandbild Kaiser Wilhelms I. in Bremen (eingeschmolzen)

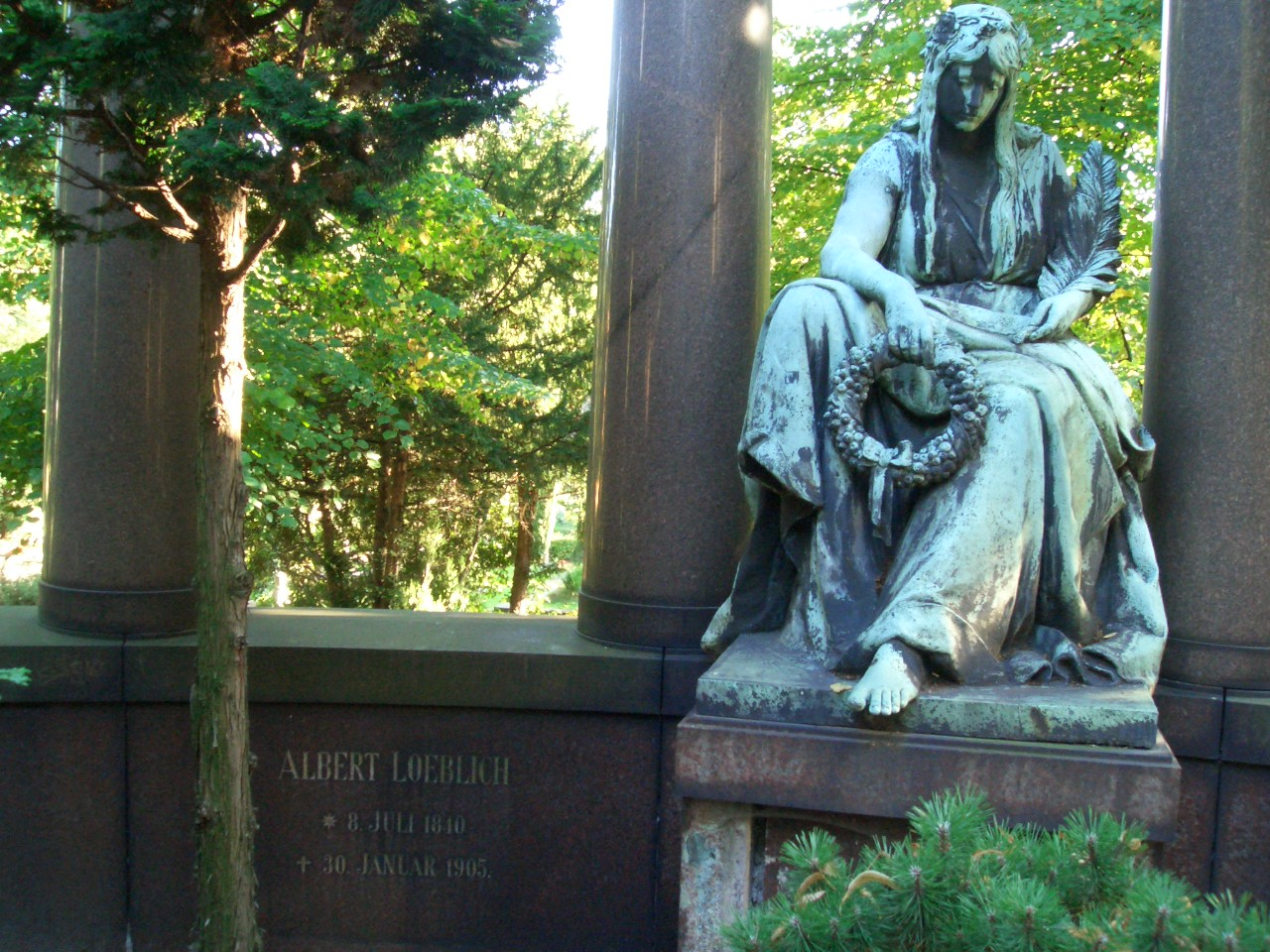
Löblich-Mausoleum, Luisenstädtischer Friedhof in Berlin

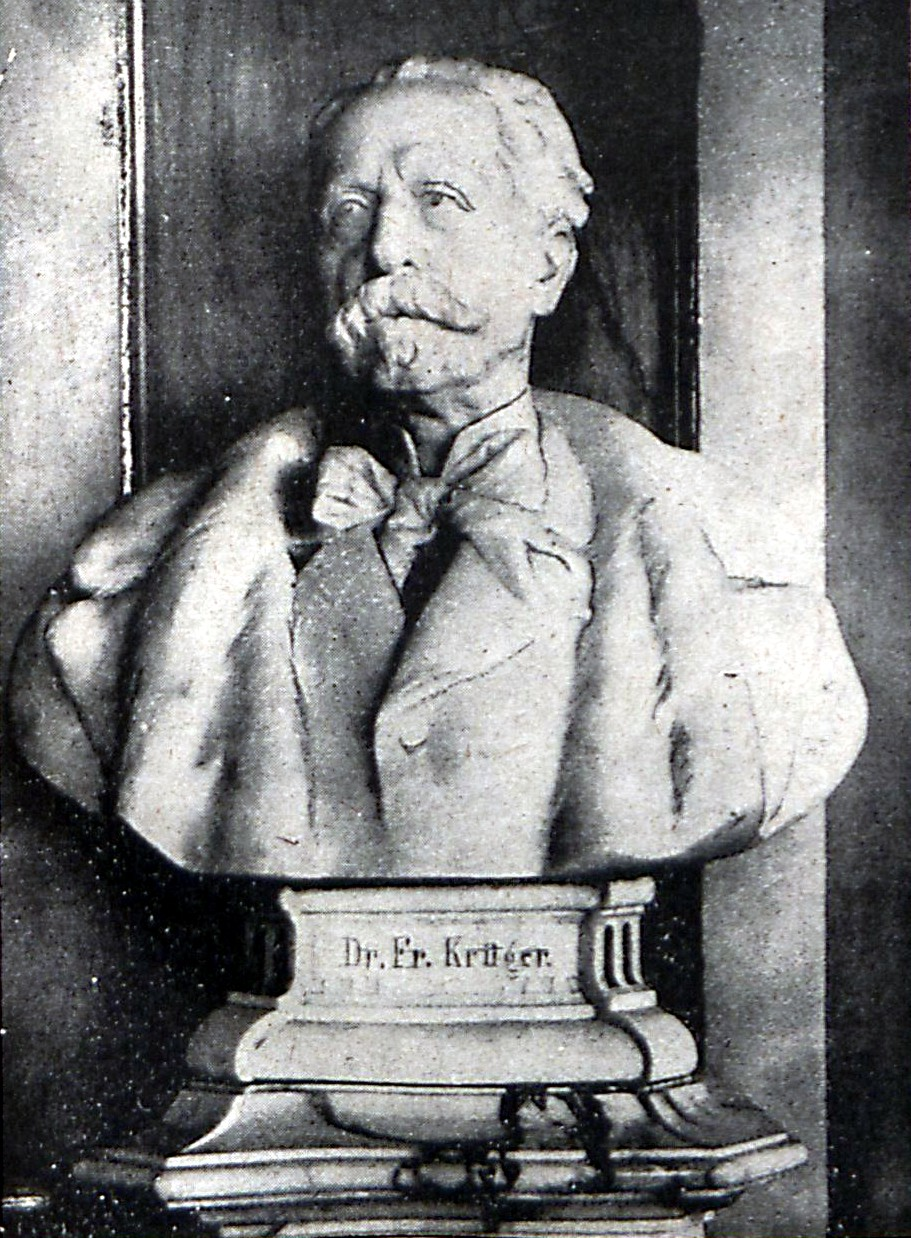
Marmorausführung der Büste des Hanseatischen Gesandten

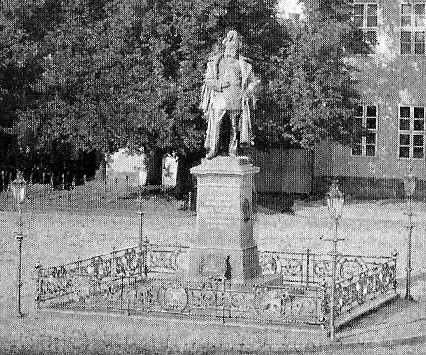
Kaiser-Denkmal in Ratzeburg (vor 1903)

| 1877     | Kinderbüste (auf der Berliner Akademieausstellung) |
| 1887     | „Trauernde“ für das Grab Loeblich auf dem Luisenstädtischen Friedhof in Berlin, am Ort erhalten (gleiche Figur in Marmor auch als Sockelfigur am Kaiser-Wilhelm-Denkmal in Posen) |
| 1888     | Standbild Kaiser Wilhelms I. in Greiz (erstes nach dem Tod des Kaisers errichtetes Standbild) |
| 1888     | Standbild Kaiser Wilhelms I. mit Sockelfiguren „Siegesfreude“ und „Trauer“ in Posen, 1919 abgebrochen |
| 1889     | Provinzial-Kriegerdenkmal für die Gefallenen der Einigungskriege mit einem Kaiser-Wilhelm-I.-Standbild in Posen, am 22. September 1889 feierlich enthüllt und eingeweiht |
| 1889     | Standbild Kaiser Wilhelms I. in Lennep, nicht erhalten |
| 1890     | Standbild Kaiser Wilhelms I. in Schwelm, Figur 1942/44 eingeschmolzen, Sockel nach Kriegsende entfernt |
| 1890     | Standbild Kaiser Wilhelms I. in Ratzeburg, nicht erhalten |
| 1891     | Standbild Kaiser Wilhelms I. in Altenburg |
| 1891     | Standbild Kaiser Wilhelms I. in Lippstadt |
| 1893     | Reiterdenkmal Kaiser Wilhelms I. mit Sockelfiguren „Brema“ und „Neptun“ in Bremen, Sockelfiguren 1940 und Reiterstandbild 1942 eingeschmolzen |
| 1894     | Standbild Kaiser Wilhelms I. in Grünberg, 1917 abgebrochen und eingeschmolzen |
| 1890     | Denkmal Kaiser Wilhelms I. in Pforzheim, nicht erhalten |
| 1896     | Standbild Otto von Bismarcks in Bernburg (Saale), 1944 eingeschmolzen |
| 1896     | Standbild Kaiser Wilhelms I. in Wilhelmshaven, als private Stiftung von Wilhelm von Oechelhäuser am Geburtstag des Kaisers feierlich enthüllt, 1942 eingeschmolzen, 1969 am erhaltenen Sockel ein Flachrelief mit dem Bildnis des Kaisers angebracht, 1994 Standbild in der Düsseldorfer Kunstgießerei von Raimund Kittl rekonstruiert |
| 1896     | Büste von Friedrich Krüger, Hanseatischer Gesandter aus Lübeck |
| 1896     | Standbild Kaiser Wilhelms I. mit Sockelreliefs in Memel, 1923 abgetragen und 1938 neu aufgestellt, 1945 demontiert und eingeschmolzen |
| vor 1897 | Büste von Friedrich Krüger, dem ehemaligen lübeckischen Ministerresidenten in Kopenhagen (Marmorausführung 1897 von Reinhold Felderhoff), im Museum für Kunst- und Kulturgeschichte Lübeck |
| 1897     | Standbild Kaiser Wilhelms I. in Berlin-Tegel (Guss von Gladenbeck, 1942/44 eingeschmolzen) |
| 1898     | Standbild Kaiser Wilhelms I. in Bretten (einziges im originalen Zustand erhaltenes Denkmal Baerwalds) |
| 1898     | Standbild Kaiser Wilhelms I. in der Herrnhuter Kolonie in Niesky (Verbleib ungeklärt) |
| 1899     | Otto-von-Bismarck-Standbild auf dem Bismarckplatz in Oels, Provinz Schlesien (nur Sockel erhalten) |
| 1904     | Otto-von-Bismarck-Standbild auf dem Sedanplatz in Schweidnitz (Guss von Gladenbeck, nicht erhalten) |
| o. J.    | Kaiser-Wilhelm-I.-Büstendenkmal auf dem Ring in Trachenberg, Schlesien (Verbleib ungeklärt) |